# 布勒特尼耶尔
布勒特尼耶尔（法語：Bretenière，法語發音：[bʁətnjɛʁ]）是法国科多尔省的一个市镇，位于该省东部，属于第戎区。

## 地理
布勒特尼耶尔（47°14'26"N, 5°6'51"E）面积6.03 平方千米，位于法国勃艮第-弗朗什-孔泰大區科多尔省，该省份为法国中东部省份，北起奥布省，西接涅夫勒省和约讷省，南至索恩-卢瓦尔省，东南接汝拉省，东临上索恩省，东北部与上马恩省接壤。
与布勒特尼耶尔接壤的市镇（或旧市镇、城区）包括：乌日、索隆拉沙佩勒、鲁夫尔昂普莱讷、托雷昂普莱讷、费奈。
布勒特尼耶尔的时区为UTC+01:00、UTC+02:00（夏令时）。

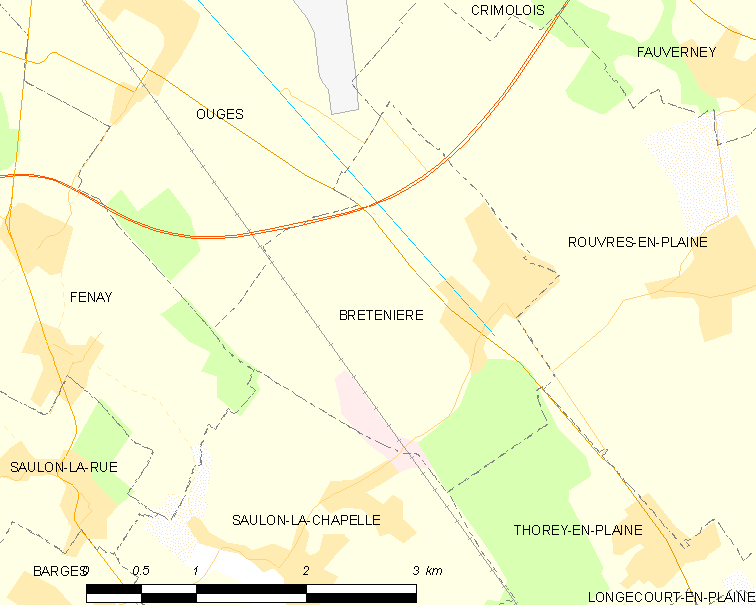
布勒特尼耶尔的OSM定位图

## 行政
布勒特尼耶尔的邮政编码为21110，INSEE市镇编码为21106。

## 政治
布勒特尼耶尔所属的省级选区为隆维县。

## 交通
科多尔省省道D31线和D968线在境内交汇。

## 人口

1962-2008年间布勒特尼耶尔人口变化图示

布勒特尼耶尔于2022年1月1日时的人口数量为935人。